# Lichtklauwzandgitje
Het lichtklauwzandgitje (Cheilosia urbana) is een vliegensoort uit de familie van de zweefvliegen (Syrphidae). De wetenschappelijke naam van de soort is voor het eerst geldig gepubliceerd in 1822 door Meigen.